# Kumba gymnorhynchus
 Kumba gymnorhynchus és una espècie de peix de la família dels macrúrids i de l'ordre dels gadiformes.

## Morfologia
- Els mascles poden assolir 49,6 cm de llargària total.[4][5]

## Hàbitat
És un peix d'aigües profundes que viu entre 1260-1370 m de fondària.

## Distribució geogràfica
Es troba a l'est de l'oceà Índic.